# Белов, Владимир Борисович (геолог)
Влади́мир Бори́сович Бело́в — советский геолог, лауреат Ленинской премии (1957).

## Биография
В 1941 году окончил геологический факультет Иркутского государственного университета. Участник Великой Отечественной войны, старшина.
С 1947 года начальник геологоразведочной партии № 129 Тунгусской (Илимпейской) экспедиции, которая открыла алмазоносные россыпи на реке Марха, Якутия (1950) С. 109, 162.
В 1956 году — старший геолог партии № 200 Амакинской геологоразведочной экспедиции.
Лауреат Ленинской премии 1957 года — за открытие промышленного месторождения алмазов в Якутской АССР С. 298; .
В 1970 году упоминается как главный геолог Вишерской геологоразведочной экспедиции. В 1974—1977 участвовал в работах по поиску алмазов в бассейне реки Молмыс.
Выйдя на пенсию, в конце 1970-х — начале 1980-х работал вахтером в клубе МВД в Перми.

## Работы
- Козубовский А. И., Ишков А. Д., Белов В. Б. Вишерские алмазы на Урале // Разведка и охрана недр. — 1967. — № 7. — С. 14—16.
- Белов В. Б., Головашова Л. А., Конев П. Н., Чалов Б. Я. О находках пиропов и хромшпинелидов в такатинской свите Красновишерского района // Геология и условия образования алмазных месторождений. Труды II Всесоюзного совещания no геологии алмазных месторождений. — Пермь: Пермское книжное издательство, 1970. — С. 273—277.
- Белов В. Б. Живая вода традиций. Записки геолога-алмазника // Урал. — 1970. — № 3. — С. 19—29.
- Белов В. Б., Ветчанинов В. А. и др. Основные задачи изучения алмазоносности западного склона Северного Урала // Вишерские алмазы : Тезисы докладов научно-методической конференции, посвященной 20-летию Вишерской геологоразведочной организации. — Пермь, 1973. — С. 4—6.
- Шимановский В. А., Белов В. Б. Отчет о результатах поисковых работ на алмазы в басс. р. Молмыс в Красновишерском р-не Пермской обл. за 1974-1977 гг.. — Набережный: УГУ Пермская КГРЭ, 1977. — 137 с..